# إيملي إليزابيث بارسونز
إيملي إليزابيث بارسونز (بالإنجليزية: Emily Elizabeth Parsons)‏ هي ممرضة أمريكية، ولدت في 8 مارس 1824 في تونتون في الولايات المتحدة، وتوفيت في 19 مايو 1880 في كامبريدج في الولايات المتحدة بسبب السكتة وسكتة.